# Carilefo de Anille
Carilefo (también llamado Calais en francés o Calevisus en latín) fue un eremita francés y fundador del monasterio de Aniole. Según la Vita Carileffi, el rey franco Childeberto I le regaló las tierras, después de un encuentro con él en el bosque donde el rey solía cazar.
Un denominado Lomer fue su sucesor y Siviardo, otro sucesor, escribió la vida del santo.

## Toponimia
La ciudad francesa de Saint-Calais toma su nombre de él, tan como :
- la abadía de San Carilefo en Saint-Calais (Francia),
- la capilla de San Carilefo del castillo de Blois (Francia).